# Elecciones parlamentarias de Montenegro de 1914
El 11 de enero de 1914 se celebraron elecciones parlamentarias en Montenegro. Fueron las últimas elecciones parlamentarias del Reino de Montenegro, que fue abolido y anexionado a Serbia en noviembre de 1918.

## Resumen
El Partido Popular, prohibido desde hacía más de siete años, ganó las elecciones con la plataforma de la unificación de Montenegro con Serbia, mientras que el gobernante Partido Popular Verdadero obtuvo sólo cuatro escaños electos.
La "coalición del Bloque de Trabajo" liderada por el Partido Popular, que obtuvo la mayoría absoluta de los votos y 25 diputados, formó una mayoría parlamentaria de 44 escaños en alianza con el "Mijuškovićko-Jabučka grupa" (antiguos miembros del Verdadero Partido Popular agrupados en torno a un antiguo líder del partido, Lazar Mijušković), que obtuvo 17 escaños, y la lista de la "Juventud Serbia Unificada" de Marko Daković (2 escaños).

## Resultados
| Partido                   | Escaños | Escaños | Escaños |
| Partido                   | Elegido |         | Total   |
| ------------------------- | ------- | ------- | ------- |
| Partido Popular           | 25      | 0       | 25      |
| Grupo Mijušković          | 17      | 0       | 17      |
| Partido Popular Verdadero | 4       | 2       | 6       |
| Juventud Serbia Unida     | 2       | 0       | 2       |
| Independientes            | 0       | 12      | 12      |
| Total                     | 48      | 14      | 62      |

## Resultado
Tras las elecciones, el general del ejército Janko Vukotić sigue en el cargo de Primer Ministro, esta vez con el apoyo de una nueva mayoría parlamentaria, que pasa a formar parte de su nuevo gabinete, que duró hasta el 16 de julio de 1915 y la dimisión de Vukotić.
A finales de diciembre de 1915, Lazar Mijušković consigue organizar la formación de un nuevo gobierno, que se forma a principios de enero de 1916, justo dos semanas antes de la capitulación montenegrina en la Primera Guerra Mundial, el gabinete continúa en el exilio.